# Bothriospilini
Los botriospilinos (Bothriospilini) son una  tribu de coleópteros polífagos crisomeloideos de la familia Cerambycidae.

## Géneros
Tiene los siguientes géneros:
- Bothriospila Aurivillius, 1923
- Chlorida Audinet-Serville, 1834
- Chrotoma Casey, 1891
- Coccoderus Buquet, 1840
- Delemodacrys Martins & Napp, 1979
- Gnaphalodes Thomson, 1860
- Knulliana Linsley, 1962
- Ranqueles Gounelle, 1906
- Scapanopygus Gounelle, 1913
- Taygayba Martins & Galileo, 1998
- Timbaraba Monné & Napp, 2004